# Хінова (комуна)
Хінова, Гінова (рум. Hinova) — комуна у повіті Мехедінць в Румунії. До складу комуни входять такі села (дані про населення за 2002 рік):
- Бістріца (1345 осіб)
- Киржей (39 осіб)
- Острову-Корбулуй (461 особа)
- Хінова (1020 осіб)

Комуна розташована на відстані 263 км на захід від Бухареста, 14 км на південний схід від Дробета-Турну-Северина, 85 км на захід від Крайови.

## Населення
За даними перепису населення 2002 року у комуні проживали 2865 осіб.
Національний склад населення комуни:
| Національність | Кількість осіб | Відсоток |
| -------------- | -------------- | -------- |
| румуни         | 2861           | 99,9%    |
| угорці         | 1              | < 0,1%   |
| німці          | 1              | < 0,1%   |
| татари         | 1              | < 0,1%   |
| серби          | 1              | < 0,1%   |

Рідною мовою назвали:
| Мова      | Кількість осіб | Відсоток |
| --------- | -------------- | -------- |
| румунська | 2863           | 99,9%    |
| німецька  | 2              | 0,1%     |

Склад населення комуни за віросповіданням:
| Релігія                                       | Кількість осіб | Відсоток |
| --------------------------------------------- | -------------- | -------- |
| православні                                   | 2797           | 97,6%    |
| баптисти                                      | 39             | 1,4%     |
| п'ятдесятники                                 | 23             | 0,8%     |
| не релігійні                                  | 2              | 0,1%     |
| римо-католики                                 | 1              | < 0,1%   |
| реформати                                     | 1              | < 0,1%   |
| адвентисти                                    | 1              | < 0,1%   |
| лютерани (Синодально-пресвітеріанська церква) | 1              | < 0,1%   |